# Franz Heinrich Kleinschmidt

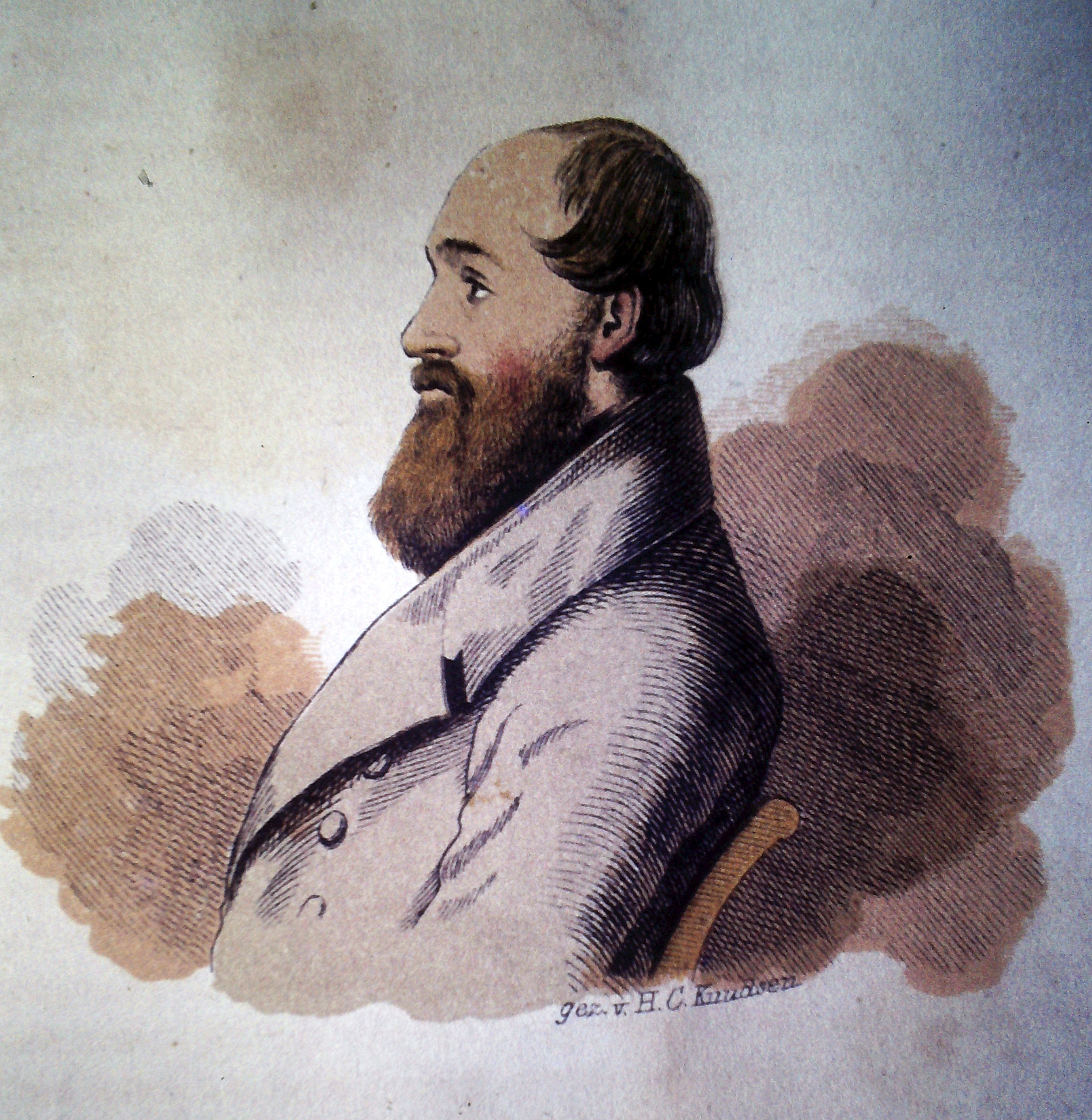
Franz Heinrich Kleinschmidt; Aquarell von Hans Christian Knudsen (1842)

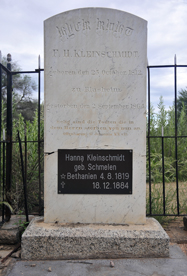
Grab in Otjimbingwe

Franz Heinrich Kleinschmidt (* 25. Oktober 1812 in Blasheim; † 2. September 1864 in Otjimbingwe) war ein lutherischer Theologe und missionierte als erster bei den Nama im nachmaligen Deutsch-Südwestafrika. Mit der Übersetzung von Luthers Katechismus schuf er das erste Druckwerk des Khoekhoegowab.

## Leben
Kleinschmidt war der Sohn des Schusters Karl Ludwig Kleinschmidt und dessen Frau Cathrine Maria geb. Warmanns. Nach einer Schreinerlehre sowie einem knapp dreijährigen Militärdienst bis 1837 in Luxemburg erwarb er sich auch im Lazarett Kenntnisse als Chirurgengehilfe sowie der Arzneikunde. 1838 lernt Kleinschmidt in Elberfeld Carl Hugo Hahn kennen.
Kleinschmidt ging bereits 1839 nach Südafrika und unterstützte  Heinrich Schmelen in Komaggas, hier erhielt er am 22. Mai 1842 die Ordination und heiratete am folgenden Tag Schmelens zweitälteste Tochter Hanna. Seine 1831 verstorbene Schwiegermutter Zara Schmelens hatte Khoekhoegowab als Muttersprache gesprochen, für die sie gemeinsam mit ihrem Mann eine Schrift schuf und die Evangelien übersetzte. Hanna beherrschte diese Sprache auch, setzte das Werk ihrer Mutter bei der Kodifizierung fort und unterrichtete an der Schule der Missionsstation.
Am 30. August 1842 kamen Kleinschmidt und seine Frau nach Bethanien – dieser Tag gilt als Beginn der Nama-Mission der Barmer Rheinischen Missionsgesellschaft. Im Oktober 1842 traf er in Windhuk ein, zwei Monate vor Carl Hugo Hahn. Sie waren die ersten Missionare der Gesellschaft und bis zum 3. Oktober 1844 in Windhoek tätig, von wo sie über die Aktivitäten Jonker Afrikaners berichteten. 1844 gründeten Kleinschmidt und Hahn die Missionsstation Groß Barmen bei Okahandja, heute ein Thermalbad. Ab 1845 war Kleinschmidt in Rehoboth tätig, als dessen Gründer er gilt.  Anfänglich war die christliche Missionsarbeit von wenig Erfolg gekrönt. Hugo Hahn machte 1857 darauf aufmerksam, dass „er den Herero schon seit zehn Jahren das Evangelium in ihrer Sprache erfolglos predige“, und sein Amtskollege Johann Jakob Irle berichtete später, dass der erste Omuherero erst im September 1858 getauft wurde. Im Juli 1863 wurde Kleinschmidt in seiner Missionsarbeit in Otjimbingwe von Peter Heinrich Brincker abgelöst.
Franz Heinrich Kleinschmidt starb auf der Flucht nach einem Überfall der räuberischen Stämme unter Führung von Jan Jonker Afrikaner auf Rehoboth.

## Familie
Kleinschmidt heiratete am 23. Mai 1842 Johanna (Hanna) geb. Schmelen, die als Tochter des Missionars Heinrich Schmelen und dessen Frau Zara Schmelen, geb. Hendrichs (ca. 1793–1831), 1819 in Bethanien geboren wurde. Sie starb am 18. Dezember 1884 in Otjimbingwe und wurde dort neben ihrem Mann beigesetzt.
Franz und Johanna Kleinschmidt hatten 8 Kinder:
- Johanne Marie Kleinschmidt (1843–1926), (verheiratet mit Missionar Baumann)
- Elisabeth Kleinschmidt (1844–1913), (verheiratet mit Missionar Hegner)
- Katharine Albertine Kleinschmidt (1847–), (verheiratet mit Missionar Björklund)
- Johannes Kleinschmidt (1849–1907)
- Heinrich Kleinschmidt (1851–)
- Friederika Kleinschmidt, (verheiratet mit Martti Rautanen)
- Ludwig Kleinschmidt (1857–1929), Farmer und Übersetzer u. a. für Theodor Leutwein[4]
- Wilhelm Kleinschmidt (1858–)